# Старт (футбольный клуб, Чугуев)
«Старт» — украинский футбольный клуб из города Чугуев Харьковской области. Является одним из самых титулованных клубов в регионе. Выступает в Чемпионате Чугуевского района по футболу.

## История
В 1956 году «Старт» выступил в Кубке УССР, где дошёл до 1/4 финала и уступил запорожскому «Машиностроителю» 1:0. В этом же году чугуевцы впервые становятся чемпионами Харьковской области. Всего этот титул команда завоёвывала 9 раз в истории, что является 3-м показателем по числу чемпионств (больше только у купянских «Локомотива» и «Металлурга»).
В 1960 году команда завоевала Кубок Украины среди КФК, в финале обыграв «Авангард» Шостка 3:1. В следующем году «Старт» повторил своё достижение. В этот раз был обыгран в финале «Шахтёр» Смолянка 1:0.
В 1961 году чугуевцы завоевали Кубок СССР среди КФК. Команду в те годы тренировал Александр Андреевич Бутенко.
В 1960, 1961 и 1962 годах участвовал в переходных матчах за выход в класс «Б» первенства СССР против харьковского «Торпедо» (0:2, 2:2; 0:3, 0:1; 2:0, 1:4).
В новейшей истории, «Старт» выигрывал чемпионство и бронзу в первой лиге чемпионата Харьковской области. В 2016 году команде понизилась в классе по причине ухудшения финансирования, перейдя в чемпионат Чугуевского района, где в этом же сезоне заняла 2 место.

## Достижения
Кубок УССР по футболу:
- Четвертьфиналист — 1956.

Кубок СССР среди КФК:
- Обладатель — 1961.
- Финалист — 1960.

Кубок Украины среди КФК:
- Обладатель — 1960, 1961.
- Полуфиналист — 1963, 1965.

 Чемпионат Харьковской области по футболу: 
 Высшая лига (5 дивизион): 
- Чемпион (9 раз) — 1956—1963, 1965.

 Первая лига (6 дивизион): 
- Чемпион (2 раза) — 2012, 2013.
- 3 место (1 раз) — 2011.